# Eduardo Escobar de Ribas
Eduardo Escobar de Ribas (Cádiz, 1879 — 1942), fue un músico y compositor español.
Formó parte de la Orquesta Sinfónica de Madrid y, por encargo del rey Alfonso XIII, dirigió la Capilla Real.
Fue más tarde director de la Banda Municipal de su ciudad natal.
Entre sus composiciones para orquesta destacan las siguientes obras: Suite Andalucía; La ninfa y el sátiro; Fiesta gaditana; Gavota y Rapsodia de tangos gaditanos.